# Телескоп

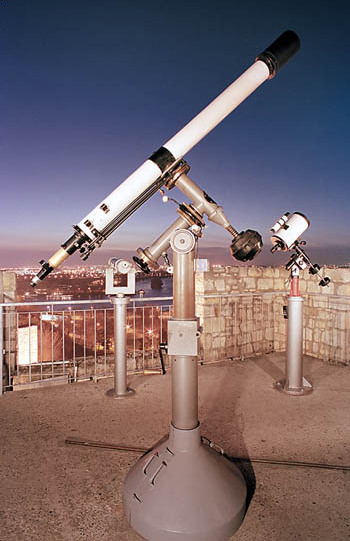
Телескопы

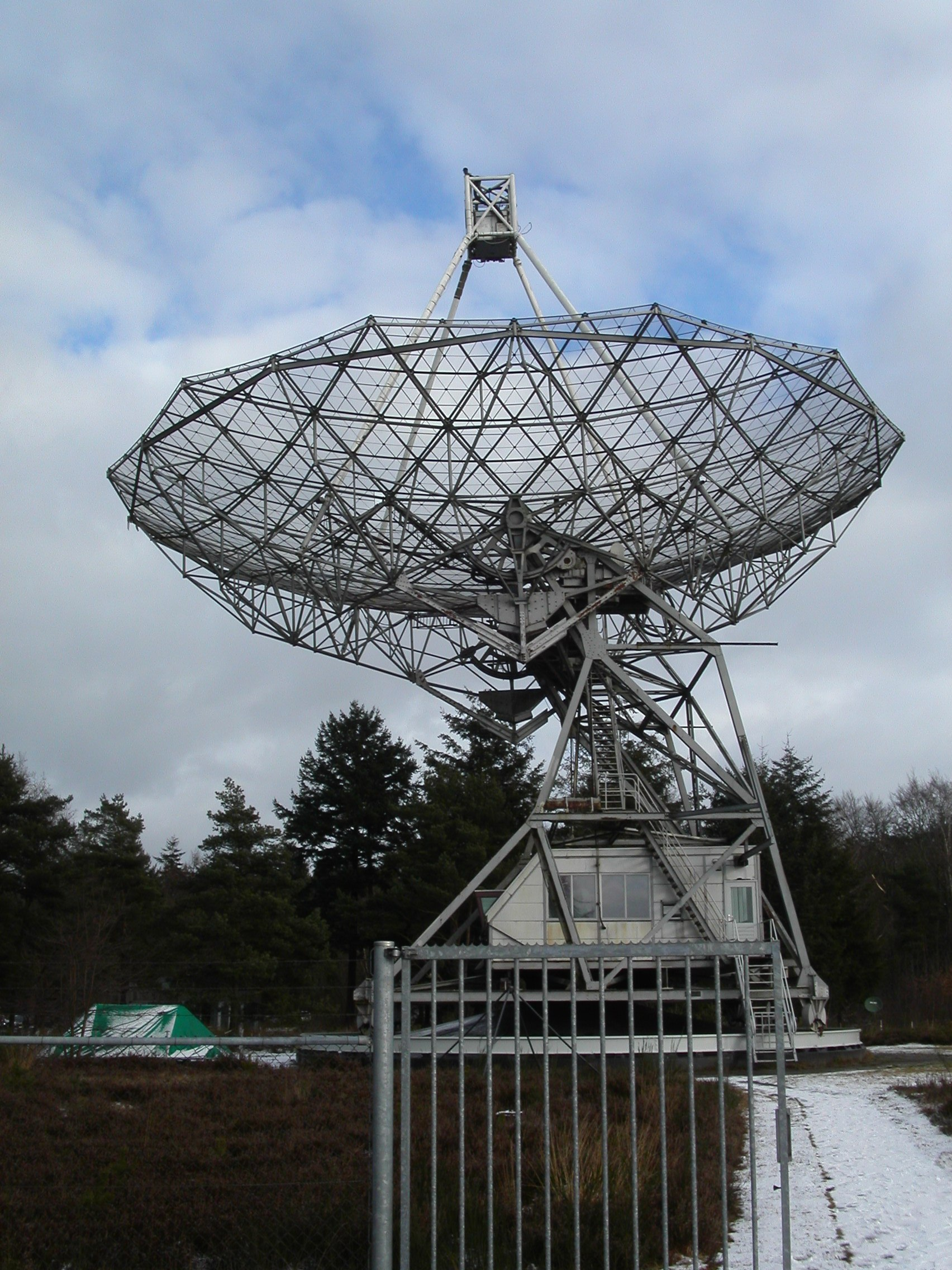
Радиотелескоп

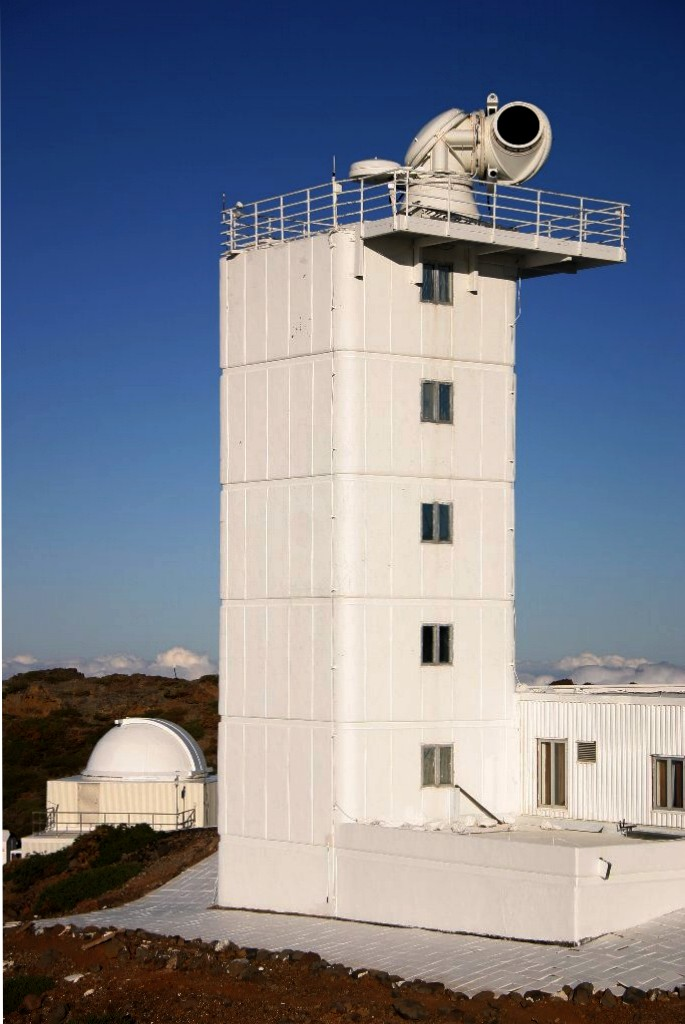
Шведский солнечный телескоп с апертурой 1 м

Телеско́п (от др.-греч. τῆλε [tele] «далеко» + σκοπέω [skopeo] «смотрю») — прибор (астрономический инструмент), с помощью которого можно наблюдать отдалённые объекты путём сбора электромагнитного излучения (например, видимого света).
Существуют телескопы для всех диапазонов электромагнитного излучения:
- оптические телескопы,
- радиотелескопы,
- рентгеновские телескопы,
- гамма-телескопы.

Кроме того, детекторы нейтрино часто называют нейтринными телескопами. Также телескопами могут называть детекторы гравитационных волн.
Оптические телескопические системы используют в астрономии (для наблюдения за небесными светилами), в оптике для различных вспомогательных целей: например, для изменения расходимости лазерного излучения. Также телескоп может использоваться в качестве зрительной трубы, для решения задач наблюдения за удалёнными объектами. 
Самые первые чертежи простейшего линзового телескопа были обнаружены в записях Леонардо да Винчи. Построил телескоп в 1608 году Липперсгей; также создание телескопа приписывается его современнику Захарию Янсену.

## История
Годом изобретения телескопа, а вернее зрительной трубы, считают 1607 год, когда голландский очковый мастер Иоанн Липперсгей продемонстрировал своё изобретение в Гааге. Тем не менее в выдаче патента ему было отказано в силу того, что и другие мастера, как Захарий Янсен из Мидделбурга и Якоб Метиус из Алкмара, уже обладали экземплярами подзорных труб, а последний вскоре после Липперсгея подал в Генеральные штаты (голландский парламент) запрос на патент. Позднейшее исследование показало, что, вероятно, подзорные трубы были известны ранее, ещё в 1605 году. В «Дополнениях в Вителлию», опубликованных в 1604 г., Кеплер рассмотрел ход лучей в оптической системе, состоящей из двояковыпуклой и двояковогнутой линз. Самые первые чертежи простейшего линзового телескопа (причём как однолинзового, так и двухлинзового) были обнаружены ещё в записях Леонардо да Винчи, датируемых 1509 годом. Сохранилась его запись: «Сделай стекла, чтобы смотреть на полную Луну» («Атлантический кодекс»).
Первым, кто направил зрительную трубу в небо, превратив её в телескоп, и получил новые научные данные, стал Галилео Галилей. В 1609 году он создал свою первую зрительную трубу с трёхкратным увеличением. В том же году он построил телескоп с восьмикратным увеличением длиной около полуметра. Позже им был создан телескоп, дававший 32-кратное увеличение: длина телескопа была около метра, а диаметр объектива — 4,5 см. Это был очень несовершенный инструмент, обладавший всеми возможными аберрациями. Тем не менее, с его помощью Галилей сделал ряд открытий.
Название «телескоп» предложил в 1611 году греческий математик Иоаннис Димисианос (Giovanni Demisiani - Джованни Демизиани) для одного из инструментов Галилея, показанного на загородном симпосии Академии деи Линчеи. Сам Галилей использовал для своих телескопов термин лат. perspicillum.

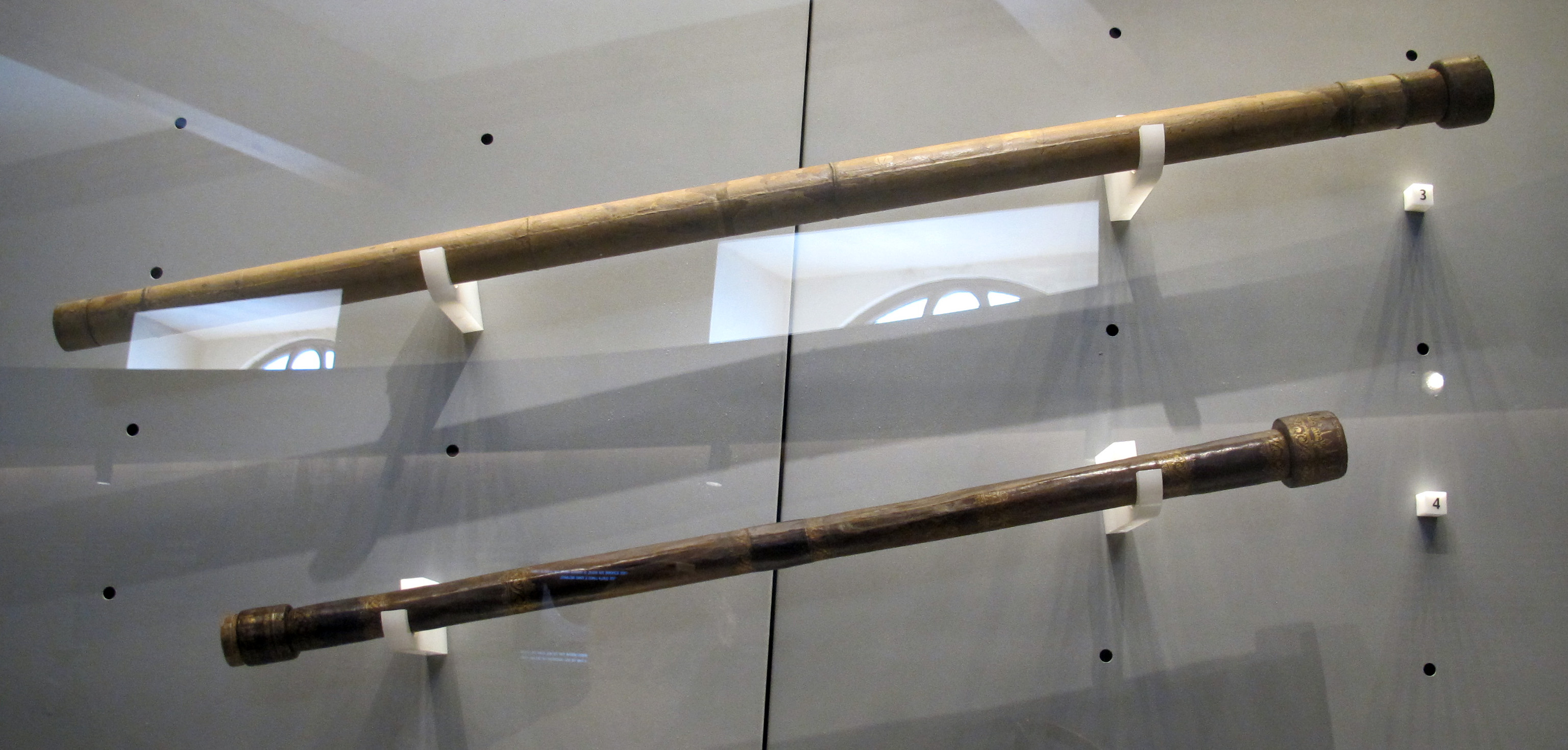
«Телескоп Галилея», Музей Галилея (Флоренция)

В XX веке также наблюдалось развитие телескопов, которые работали в широком диапазоне длин волн от радио до гамма-лучей. Первый специально созданный радиотелескоп вступил в строй в 1937 году. С тех пор было разработано огромное множество сложных астрономических приборов.

## Оптические телескопы
Телескоп представляет собой трубу (сплошную, каркасную), установленную на монтировке, снабжённой осями для наведения на объект наблюдения и слежения за ним. Визуальный телескоп имеет объектив и окуляр. Задняя фокальная плоскость объектива совмещена с передней фокальной плоскостью окуляра. В фокальную плоскость объектива вместо окуляра может помещаться фотоплёнка или матричный приёмник излучения. В таком случае объектив телескопа, с точки зрения оптики, является фотообъективом,
а сам телескоп превращается в астрограф. Телескоп фокусируется при помощи фокусёра (фокусировочного устройства).
По своей оптической схеме большинство телескопов делятся на:
- Линзовые (рефракторы или диоптрические) — в качестве объектива используется линза или система линз.
- Зеркальные (рефлекторы или катаптрические) — в качестве объектива используется вогнутое зеркало.
- Зеркально-линзовые телескопы (катадиоптрические) — в качестве объектива используется обычно сферическое главное зеркало, а для компенсации его аберраций служат линзы.

Это может быть одиночная линза (система Гельмута), система линз (Волосова-Гальперна-Печатниковой, Бэйкер-Нана), ахроматический мениск Максутова (одноимённые системы), или планоидная асферическая пластина (системы Шмидта, Райта).
Иногда главному зеркалу придают форму эллипсоида (некоторые менисковые телескопы), сплюснутого сфероида (камера Райта), или просто немного фигуризованную неправильную поверхность. Этим удаётся исправить остаточные аберрации системы.
Кроме того, для наблюдений за Солнцем профессиональные астрономы используют специальные солнечные телескопы, отличающиеся конструктивно от традиционных звёздных телескопов.
В любительской астрономии помимо сфокусированного изображения используется несфокусированное, полученное выдвижением окуляра — для оценки блеска туманных объектов, например, комет, сравнением с блеском звёзд:173. Для подобной оценки блеска Луны в полнолуние, например, во время лунного затмения, используется «перевёрнутый» телескоп — наблюдение Луны в объектив:134.

## Радиотелескопы

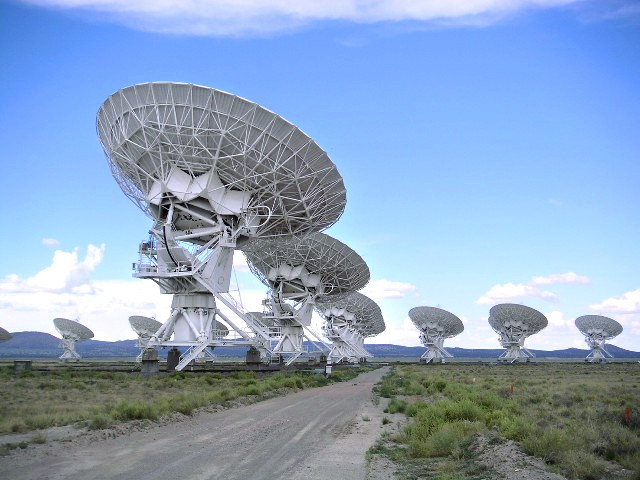
Радиотелескопы Very Large Array в штате Нью-Мексико, США

22-метровый телескоп ПРАО РТ-22, работающий в сантиметровом диапазоне

Для исследования космических объектов в радиодиапазоне применяют радиотелескопы. Основными элементами радиотелескопов являются принимающая антенна и радиометр — чувствительный радиоприёмник, перестраиваемый по частоте, и принимающая аппаратура. Поскольку радиодиапазон гораздо шире оптического, для регистрации радиоизлучения используют различные конструкции радиотелескопов, в зависимости от диапазона. В длинноволновой области (метровый диапазон; десятки и сотни мегагерц) используют телескопы составленные из большого числа (десятков, сотен или, даже, тысяч) элементарных приёмников, обычно диполей. Для более коротких волн (дециметровый и сантиметровый диапазон; десятки гигагерц) используют полу- или полноповоротные параболические антенны. Кроме того, для увеличения разрешающей способности телескопов, их объединяют в интерферометры. При объединении нескольких одиночных телескопов, расположенных в разных частях земного шара, в единую сеть, говорят о радиоинтерферометрии со сверхдлинной базой (РСДБ). Примером такой сети может служить американская система VLBA (англ. Very Long Baseline Array). С 1997 по 2003 год функционировал японский орбитальный радиотелескоп HALCA (англ. Highly Advanced Laboratory for Communications and Astronomy), включённый в сеть телескопов VLBA, что позволило существенно улучшить разрешающую способность всей сети. Российский орбитальный радиотелескоп Радиоастрон также планируется использовать в качестве одного из элементов гигантского интерферометра.

## Космические телескопы

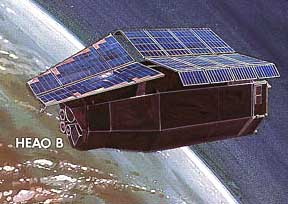
The Einstein Observatory, рентгеновский телескоп первоначально названный HEAO B (High Energy Astrophysical Observatory B) — Обсерватория Эйнштейна

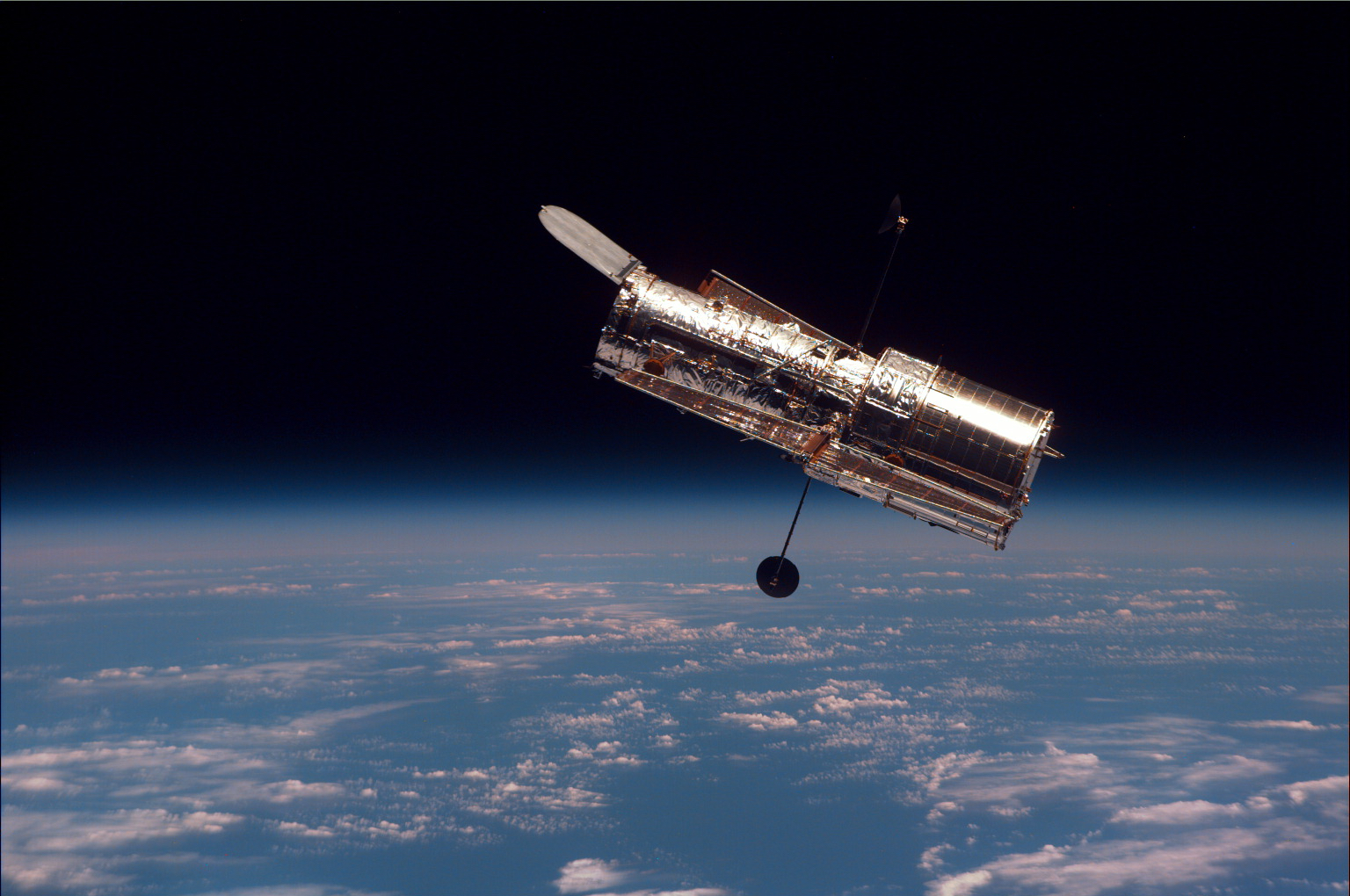
Космический телескоп Хаббл, вид с космического шаттла Дискавери во время второй миссии по обслуживанию телескопа (STS-82)

Земная атмосфера хорошо пропускает излучения в оптическом (0,3—0,6 мкм), ближнем инфракрасном (0,6—2 мкм) и радио (1 мм — 30 м) диапазонах. Однако с уменьшением длины волны прозрачность атмосферы сильно снижается, вследствие чего наблюдения в ультрафиолетовом, рентгеновском и гамма диапазонах становятся возможными только из космоса. Исключением является регистрация гамма-излучения сверхвысоких энергий, для которого подходят методы астрофизики космических лучей: высокоэнергичные гамма-фотоны в атмосфере порождают вторичные электроны, которые регистрируются наземными установками по черенковскому свечению. Примером такой системы может служить телескоп CACTUS.
В инфракрасном диапазоне также сильно поглощение в атмосфере, однако, в области 2-8 мкм имеется некоторое количество окон прозрачности (как и в миллиметровом диапазоне), в которых можно проводить наблюдения. Кроме того, поскольку большая часть линий поглощения в инфракрасном диапазоне принадлежит молекулам воды, инфракрасные наблюдения можно проводить в сухих районах Земли (разумеется, на тех длинах волн, где образуются окна прозрачности в связи с отсутствием воды). Примером такого размещения телескопа может служить Южнополярный телескоп, установленный на южном географическом полюсе, работающий в субмиллиметровом диапазоне.
В оптическом диапазоне атмосфера прозрачна, однако из-за Рэлеевского рассеяния она по-разному пропускает свет разной частоты, что приводит к искажению спектра светил (спектр сдвигается в сторону красного). Кроме того, атмосфера всегда неоднородна, в ней постоянно существуют течения (ветры), что приводит к искажению изображения. Поэтому разрешение земных телескопов ограничено значением приблизительно в 1 угловую секунду, независимо от апертуры телескопа. Эту проблему можно частично решить применением адаптивной оптики, позволяющей сильно снизить влияние атмосферы на качество изображения, и поднятием телескопа на большую высоту, где атмосфера более разреженная — в горы, или в воздух на самолётах или стратосферных аэростатах. Но наилучшие результаты достигаются при размещении телескопов в космосе. Вне атмосферы искажения полностью отсутствуют, поэтому максимальное теоретическое разрешение телескопа определяется только дифракционным пределом: φ=λ/D (угловое разрешение в радианах равно отношению длины волны к диаметру апертуры). Например, теоретическая разрешающая способность космического телескопа с зеркалом диаметром 2.4 метра (как у телескопа Хаббл) на длине волны 555 нм составляет 0.05 угловой секунды (реальное разрешение Хаббла в два раза хуже — 0.1 секунды, но все равно на порядок выше, чем у земных телескопов).
Вынос в космос позволяет поднять разрешение и у радиотелескопов, но по другой причине. Каждый радиотелескоп сам по себе обладает очень маленьким разрешением. Это объясняется тем, что длина радиоволн на несколько порядков больше, чем видимого света, поэтому дифракционный предел φ=λ/D намного больше, даже несмотря на то, что размер радиотелескопа тоже в десятки раз больше, чем у оптического. Например, при апертуре 100 метров (в мире существуют только два таких больших радиотелескопа) разрешающая способность на длине волны 21 см (линия нейтрального водорода) составляет всего 7 угловых минут, а на длине 3 см — 1 минута, что совершенно недостаточно для астрономических исследований (для сравнения, разрешающая способность невооружённого глаза 1 минута, видимый диаметр Луны — 30 минут). Однако, объединив два радиотелескопа в радиоинтерферометр, можно существенно повысить разрешение — если расстояние между двумя радиотелескопами (так называемая база радиоинтерферометра) равна L, то угловое разрешение определяется уже не формулой φ=λ/D, а φ=λ/L. Например при L=4200 км и λ=21 см максимальное разрешение составит около одной сотой угловой секунды. Однако, для земных телескопов максимальная база не может, очевидно, превышать диаметр Земли. Запустив один из телескопов в дальний космос, можно значительно увеличить базу, а следовательно, и разрешение. Например, разрешение космического телескопа Радиоастрон при работе совместно с земным радиотелескопом в режиме радиоинтерферометра (база 390 тыс. км) составит от 8 до 500 микросекунд дуги в зависимости от длины волны (1,2-92 см). (для сравнения — под углом 8 мкс виден объект размером 3 м на расстоянии Юпитера, или объект размером с Землю на расстоянии Альфа Центавра).

## Известные производители любительских телескопов
- Celestron, Orion, Meade (США)
- Sky-Watcher (Канада)
- НПЗ (Россия)
- Брессер (Германия)

## Коммерческое применение телескопов
Коммерческое применение телескопов в настоящее время представляет собой использование этих инструментов для поиска искусственных космических объектов и уточнения параметров их орбит, составление каталога космического мусора.
Коммерческие компании, работающие на данном рынке:
- ExoAnalytic Solutions[англ.][10]